# Silene pyrenaica
Silene pyrenaica är en nejlikväxtart. Silene pyrenaica ingår i släktet glimmar, och familjen nejlikväxter.

## Underarter
Arten delas in i följande underarter:
- S. p. pseudoviscosa
- S. p. pyrenaica